# Ottawa Redblacks
Gli Ottawa Redblacks (nome ufficialmente stilizzato come Ottawa REDBLACKS, in francese Rouge et Noir d'Ottawa) sono una franchigia professionistica di football canadese assegnata a Ottawa, Ontario, il 28 marzo 2008. I RedBlacks sono membri della East Division della Canadian Football League e hanno iniziato a giocare nella lega a partire dalla stagione 2014.

## Storia
Il 25 marzo 2008, a un gruppo di imprenditori guidato dal proprietario di Ottawa 67 Jeff Hunt fu affidata la creazione della franchigia. La squadra gioca al rinnovato Lansdowne Park a partire dalla stagione 2014. Con la franchigia fu anche affidata l'organizzazione della Grey Cup (Coupe Grey) 2014 ma Jeff Hunt indicò che avrebbe preferito di organizzare la partita qualche anno più tardi, in modo da rendere la franchigia più competitiva e darle la possibilità di farne parte. Ospitare la Grey Cup è una delle condizioni nell'accordo che assegnò il controllo della società ad Hunt. La tassa d'ingresso nella lega fu di 7 milioni di dollari canadesi. La squadra inizialmente avrebbe dovuto iniziare a giocare nel 2010, ma la rottura avvenuta nell'ala sud di Lansdowne Park portò allo slittamento al 2014.
Il 3 luglio 2014, gli Ottawa Redblacks disputarono la loro prima partita di stagione regolare a Winnipeg, contro i Blue Bombers, segnando un touchdown in ognuno dei loro primi tre possessi, ma finendo per perdere 36-28. Il 18 luglio 2014, la franchigia vinse la sua prima gara nel debutto casalingo contro i Toronto Argonauts. I RedBlacks, come la maggior parte degli expansion team, faticarono nella loro prima annata, terminando all'ultimo posto nella lega con un record di 2-16.
Nel 2016, i RedBlacks vinsero la loro prima Grey Cup, riportando il titolo ad Ottawa dopo quarant'anni.